# Goliath Pionier

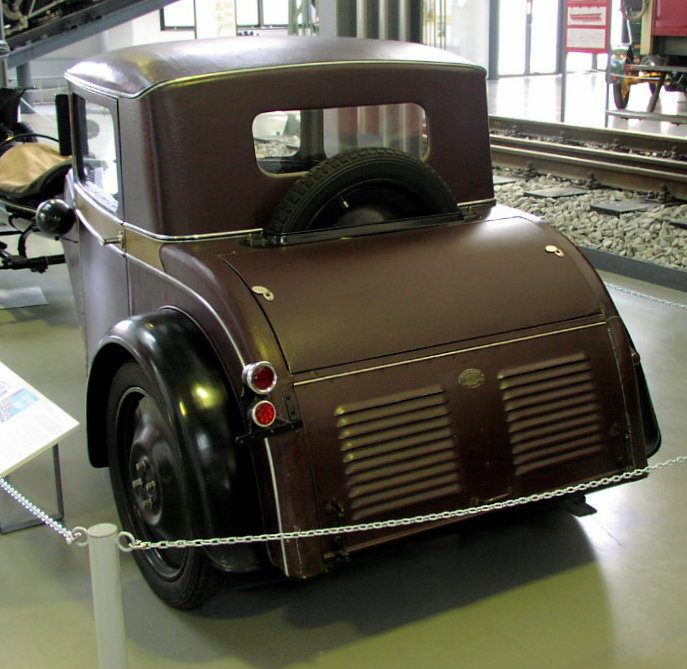
Heckansicht Modell 1931–1933

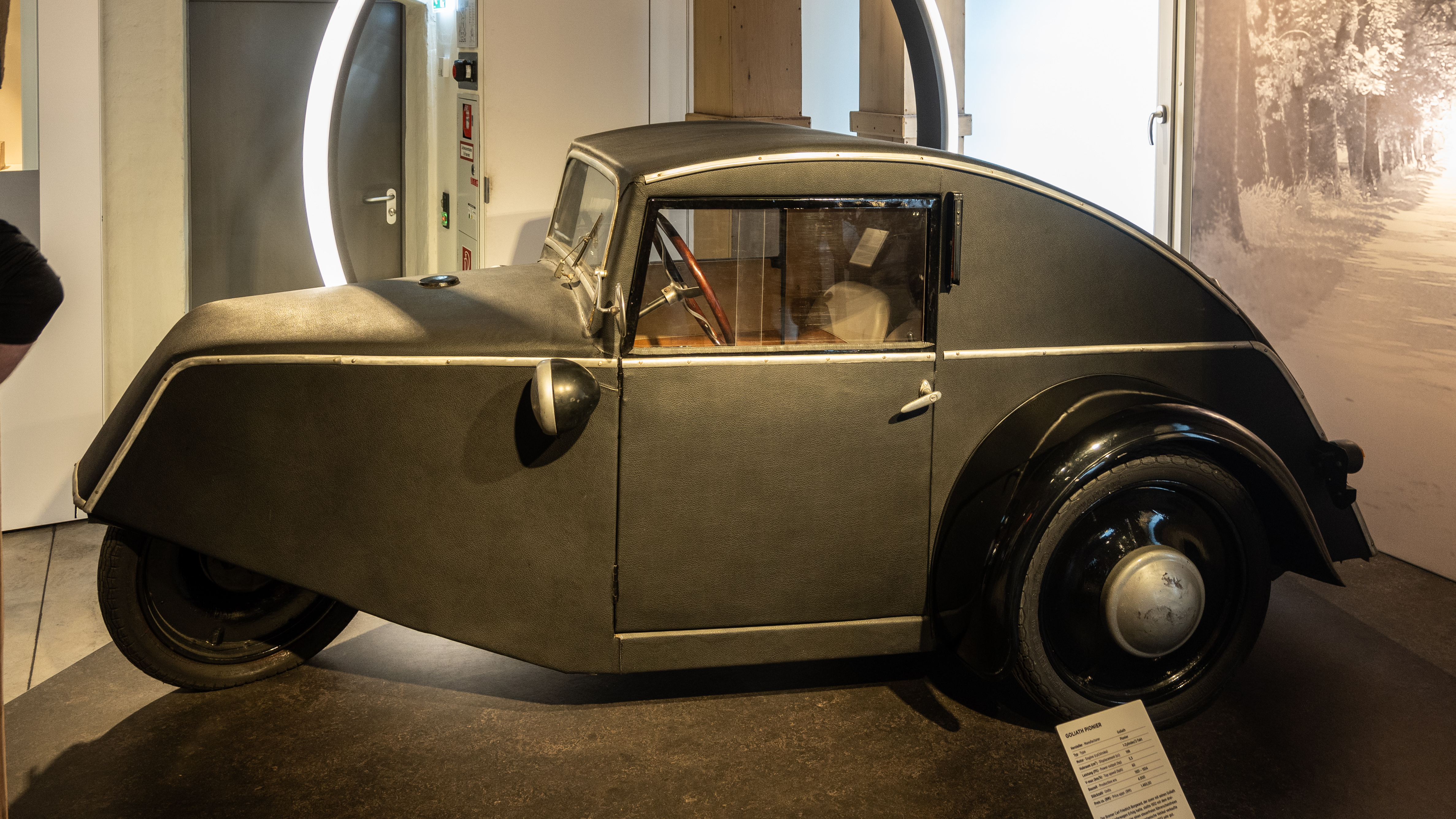
Goliath Pionier Fließheck (1934)

Der Goliath Pionier war ein Kleinstwagen der Hansa-Lloyd- und Goliath-Werke Borgward & Tecklenborg in Bremen-Hastedt.

## Geschichte
Zur Berliner Automobil-Ausstellung 1931 stellte Carl F. W. Borgward seinen ersten Pkw vor. Die Serienfertigung begann noch im selben Jahr, nach anderen Quellen erst Anfang 1932. Die schlechte Wirtschaftslage in Deutschland, die durch die Weltwirtschaftskrise verursacht wurde, führte dazu, dass sich auch mittlere Bevölkerungsschichten, wenn überhaupt, nur noch preisgünstige Kleinstautomobile kaufen konnten.
Das letzte Modelljahr war 1934. Kurz vor Produktionsende erhielt der Pionier noch eine neue Karosserie mit Fließheck. Insgesamt wurden in drei Jahren 4000 Fahrzeuge verkauft, davon nur wenige Hundert mit Fließheck. Durch die Verbesserung der allgemeinen Wirtschaftslage in Deutschland im Dritten Reich war das sehr einfache Auto bei einem Verkaufspreis von 1.400 RM (entspricht heute etwa 6.800 EUR) auch für wenig betuchte Käuferschichten nicht mehr interessant, und seine Produktion wurde eingestellt.

## Motor, Getriebe und Fahrwerk
Der Pionier war von Anfang an wahlweise mit zwei unterschiedlichen Motoren erhältlich. Beide waren Einzylinder-Zweitaktmotoren, kamen von ILO, und waren im Heck der dreirädrigen Fahrzeuge eingebaut. Der schwächere hatte eine Leistung von 5,5 PS (4 kW) bei 3200/min. Mit einer Bohrung von 61 mm und einem Hub von 68 mm betrug der Hubraum 198 cm³. Das Verdichtungsverhältnis wurde mit 5,2 : 1 angegeben. Ein einzelner Zenith-Vergaser bereitete das Gemisch auf.
Der stärkere Motor war eine aufgebohrte Version des schwächeren vom selben Hersteller, hatte einen Hubraum von 247 cm³ (Bohrung × Hub = 68 mm × 68 mm) und leistete 6,7 PS (5 kW) bei ebenfalls 3200/min. Verdichtung und Vergaser entsprachen denen des schwächeren Modells.
Die Höchstgeschwindigkeit des Goliath Pionier lag bei 50 km/h, nach anderen Quellen bei 60 km/h.
Alle Wagen hatten ein unsynchronisiertes Dreiganggetriebe mit Mittelschaltung (Knüppelschaltung). Angetrieben wurden die Hinterräder.
Die Aufbauten waren auf einem U-Profil-Pressstahl-Rahmenträger montiert. Das einzelne Vorderrad hing an einem Schwinghebel mit Auslegerfeder (Blattfeder), die hintere Pendelschwingachse an zwei Querblattfedern. Die Betriebsbremse wirkte mechanisch auf die Hinterräder; die Handbremse ebenfalls mechanisch auf das einzelne Vorderrad.
Der Gemischverbrauch (Benzin gemischt mit Öl) des Goliath Pionier lag bei 5 Liter/100 km. Vorn im Wagen war ein 8-Liter-Tank eingebaut.

## Karosserien
Beide Typen waren als zweitürige zweisitzige Coupés und Cabriolets erhältlich; die Türen waren vorne angeschlagen. Die Karosserien bestanden aus einem Eschenholzgerüst, das mit Kunstleder bespannt war (Weymann-Karosserie). Die Windschutzscheibe stand senkrecht und die Scheinwerfer saßen an den A-Säulen. In den ersten beiden Produktionsjahren war auch die Heckscheibe senkrecht. Erst 1934 gab es eine Karosserie mit Fließheck.
Die Dreiradfahrzeuge mit einem 198-cm³-Motor und einem Leergewicht von knapp 350 kg durften ohne Führerschein gefahren werden und waren von der Kfz-Steuer sowie dem Zwang zur Kfz-Haftpflichtversicherung befreit.